# 蒂馬納
蒂馬納（西班牙語：Timaná）是哥倫比亞的城鎮，位於該國西南部，由乌伊拉省負責管轄，距離首府內瓦166公里，始建於1538年12月18日，面積198平方公里，海拔高度1,086米，2005年人口19,787。
1°59′N 75°57′W / 1.983°N 75.950°W